# 華特迪士尼創意娛樂
華特迪士尼創意娛樂（英語：Walt Disney Creative Entertainment）是華特迪士尼幻想工程旗下的劇場與娛樂表演技術製作部門，其母公司為華特迪士尼公司旗下的華特迪士尼樂園及度假區。

## 概要
華特迪士尼創意娛樂負責策畫製作華特迪士尼樂園及度假區中的大型節目、遊行和煙火表演，是迪士尼媒體事業下四大主要團隊之一，同時也規劃製作非迪士尼擁有之東京迪士尼樂園和東京迪士尼海洋中的娛樂節目。華特迪士尼創意娛樂目前由凱文·艾爾德（Kevin Eld）領導。艾爾德自安·漢堡格（Anne Hamburger）手中接下這個職位；漢堡格因希望成為獨立劇場製作人而離開了迪士尼。華特迪士尼創意娛樂中的劇場開發（Theatrical Development）團隊由麥可·強（Michael Jung）領軍，遊行、煙火和夜間燈光開發由史蒂夫·戴維森（Steve Davison）指揮，而製作和技術部門則由泰德·卡爾森（Ted Carlsson）負責。卡爾森長期主導各迪士尼主題樂園中的技術計畫。

## 歷史和製作節目
華特迪士尼創意娛樂在2000成立，當時的執行副總裁為安·漢堡格（Anne Hamburger）。在2000年前，執行副總裁朗·羅根負責監督華特迪士尼公司製作的所有表演和遊行節目。
在2000年正式成立後，華特迪士尼創意娛樂曾製作過許多著名的娛樂節目，其中包括：

### 迪士尼樂園度假區
- 迪士尼色彩世界（Disney's World of Color）－迪士尼加州冒險樂園
- 魔法、回憶和你（The Magic, the Memories and You）－迪士尼樂園
- 記住⋯夢想成真（Remember... Dreams Come True）－迪士尼樂園
- 美國獨立紀念日主題－迪士尼歡慶美國：空中國慶日演唱會（Disney's Celebrate America: A 4th of July Concert in the Sky）－迪士尼樂園
- 白雪公主－魔法音樂劇（Snow White - An Enchanting Musical）－迪士尼樂園
- 華特迪士尼夢想大遊行（Walt Disney's Parade of Dreams）－迪士尼樂園
- 皮克斯街區派對慶典（Pixar's Block Party Bash）－迪士尼加州冒險樂園
- 皮克斯玩耍！遊行（Pixar's Play! Parade）－迪士尼加州冒險樂園
- 阿拉丁音樂劇（Disney's Aladdin: A Musical Spectacular）－迪士尼加州冒險樂園
- 迪士尼Junior：舞台現場（Disney Junior: Live on Stage!）－迪士尼加州冒險樂園
- 米奇音感饗宴大遊行（Mickey's Soundsational Parade）－迪士尼樂園

### 華特迪士尼世界度假區
- 美國偶像體驗（The American Idol Experience）－迪士尼好萊塢夢工場
- 海底總動員－音樂劇（Finding Nemo - The Musical）－迪士尼動物王國
- 願望：迪士尼夢想的神奇結合（Wishes）－神奇王國
- 魔法、回憶和你（The Magic, the Memories and You）－神奇王國
- 迪士尼Junior：舞台現場（Disney Junior: Live on Stage!）－迪士尼好萊塢夢工場
- 歡慶魔法（Celebrate The Magic : New Nighttime Spectacular）
- Fantasmic!－迪士尼好萊塢夢工場

### 東京迪士尼度假區
- 灰姑娘嘉勉典禮：浪漫之光（Cinderellabration: Lights of Romance）－東京迪士尼樂園
- 米奇的築夢贈禮（Mickey's Gift of Dreams）－東京迪士尼樂園
- 迪士尼夢想大遊行（Disney's Dreams on Parade）－東京迪士尼樂園
- 歡騰！（Jubilation!）－東京迪士尼樂園
- 密西哥傳奇（Legend of Mythica）－東京迪士尼海洋
- Fantasmic!－東京迪士尼海洋

### 巴黎迪士尼樂園
- 迪士尼夢想（Disney Dreams!）－巴黎迪士尼樂園
- Disney's Once Upon a Dream Parade－巴黎迪士尼樂園
- 願望：迪士尼夢想的神奇結合（Wishes）－巴黎迪士尼樂園
- 《曼哈頓奇緣》煙火（The Enchanted Fireworks）－巴黎迪士尼樂園
- 獅子王傳奇（The Legend of the Lion King）－巴黎迪士尼樂園
- 小熊維尼還加上朋友（Winnie the Pooh and Friends, Too）－巴黎迪士尼樂園
- Playhouse Disney Live Onstage!－華特迪士尼影城
- Animagique－華特迪士尼影城

### 迪士尼郵輪
- Twice Charmed－迪士尼魔法號
- Toy Story the Musical－迪士尼奇幻號
- The Golden Mickeys－迪士尼奇幻號、迪士尼夢想號
- Disney Dreams An Enchanted Classic－迪士尼魔法號、迪士尼奇幻號
- Villains Tonight－迪士尼魔法號、迪士尼夢想號

### 香港迪士尼樂園度假區
（以下所有節目皆於香港迪士尼樂園中演出）
- 獅子王慶典（Festival of the Lion King）
- 米奇金獎音樂劇（The Golden Mickeys）
- 迪士尼巡遊表演（Disney on Parade）
- 星夢奇緣（Disney in the Stars）
- 米奇水花巡遊（Mickey's WaterWorks）夏日節目
- 飛天巡遊（Flights of Fantasy Parade）

## 資料來源
1. 1 2  . MiceAge, via Free Press Release.   [2014-08-17]. （原始内容存档于2012-02-22）.